# Pont Louis-Philippe
Il Pont Louis-Philippe è un ponte di Parigi che attraversa la Senna. Si trova nel IV arrondissement e collega la riva destra con l'Île Saint-Louis e precisamente il quartiere di Notre-Dame con quello di Saint-Gervais.

## Storia

### Il ponte sospeso
Fu il 29 luglio 1833 che Luigi Filippo, per festeggiare la propria ascesa al trono al termine della rivoluzione di luglio, pose la prima pietra di un ponte sospeso inizialmente anonimo, situato nel prolungamento della rue du Pont Louis-Philippe (che vide la luce nel medesimo anno). Costruito da Marc Seguin e dai suoi fratelli, esso attraversava la Senna obliquamente fino al quai aux Fleurs passando per l'île Saint-Louis. Fu aperto alla circolazione l'anno successivo, il 16 luglio 1834.
Dopo la rivoluzione francese del 1848, durante la quale fu incendiato, fu restaurato e battezzato pont de la Réforme, nome che tenne fino al 1852.

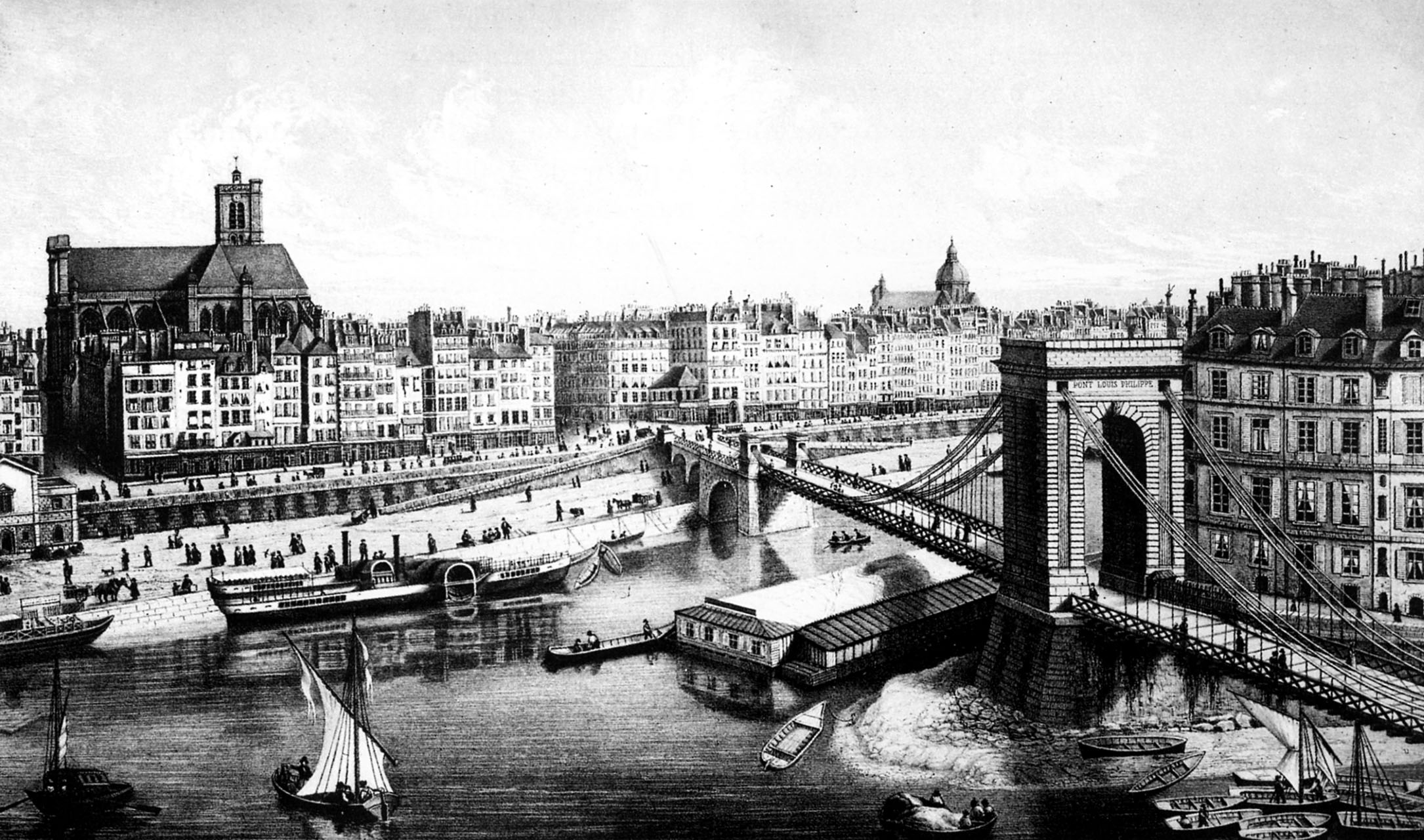
Verso il 1840
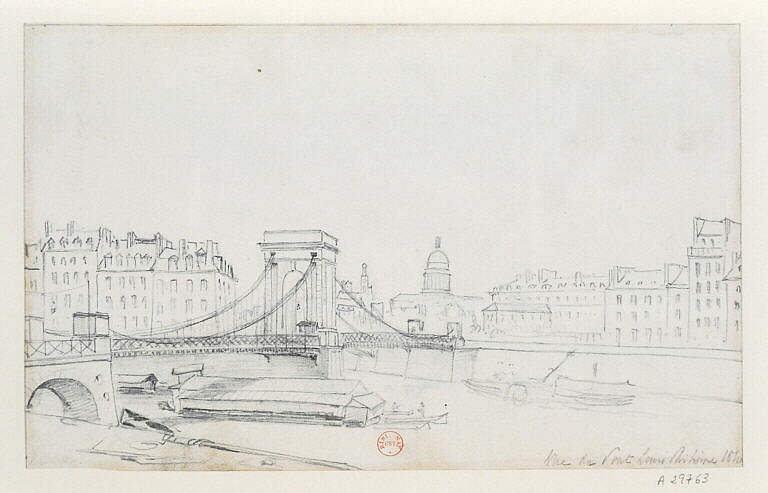
Disegno del 1840
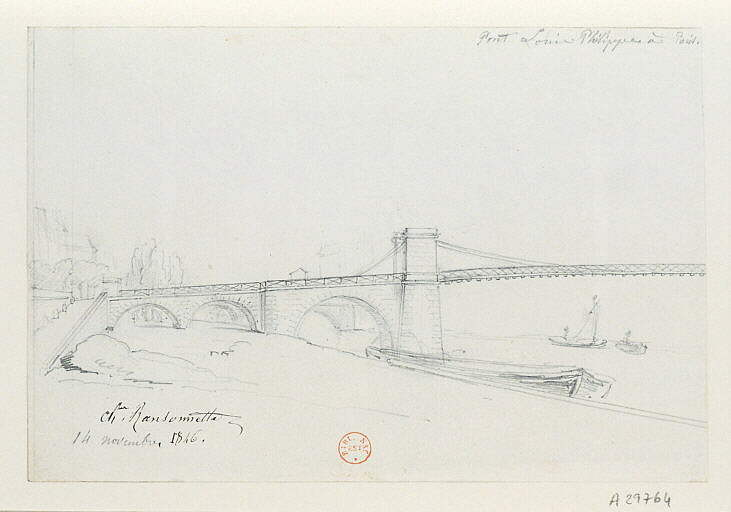
Disegno del 1846
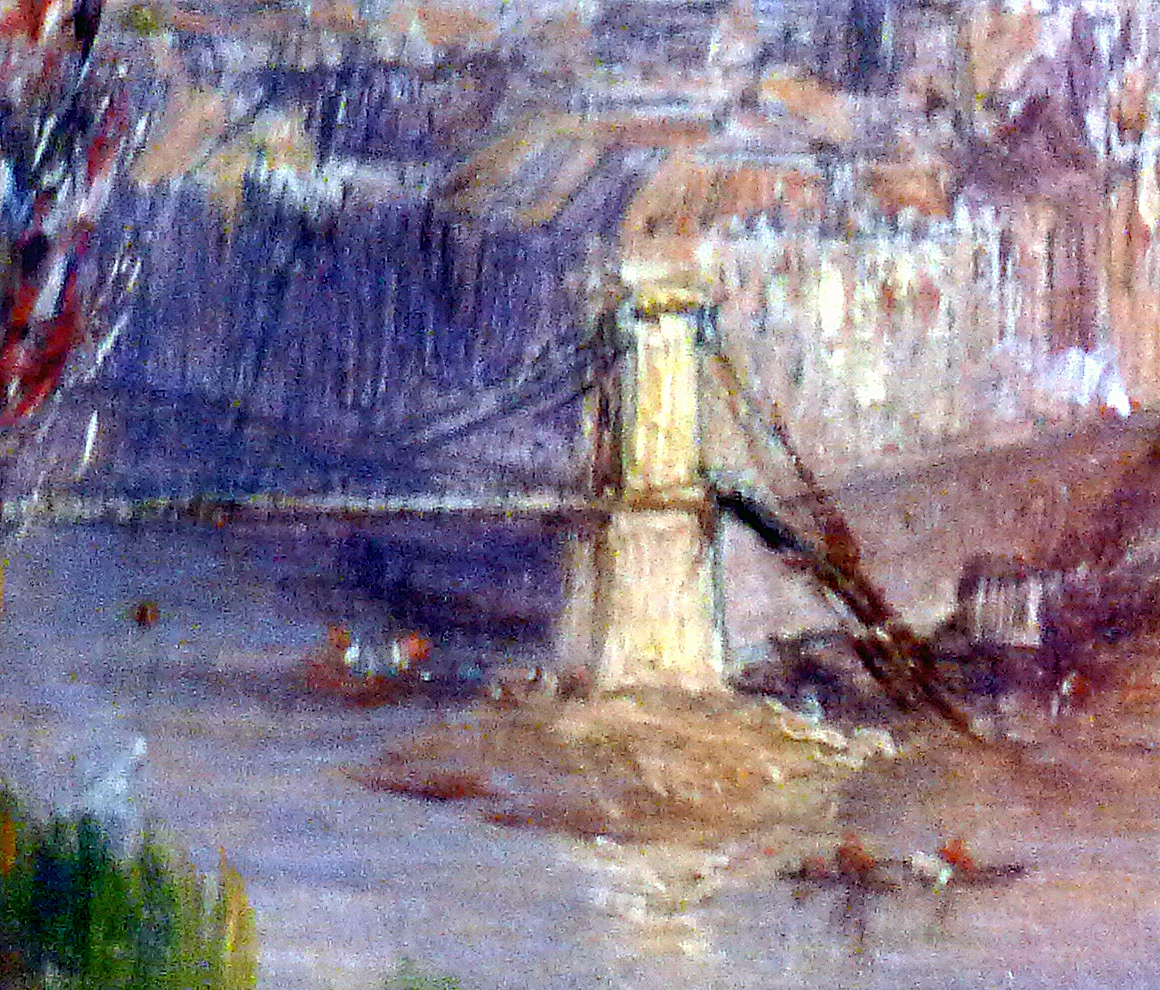
Il ponte nel 1848 con un estremo sull'île Saint-Louis, più a occidente di oggi
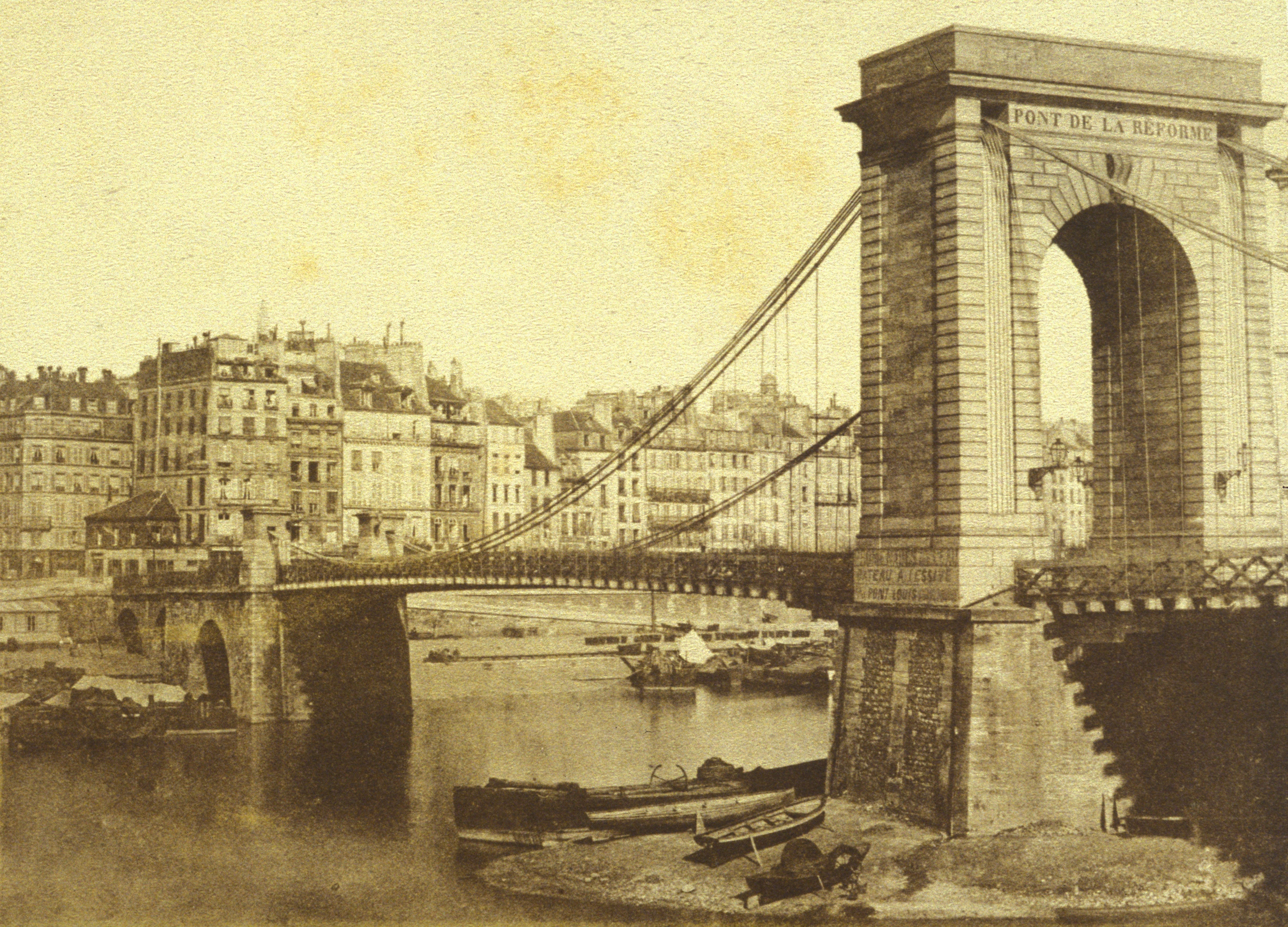
Ponte della Riforma e quai des Ormes nel 1851 (fotografia di Charles Marville)

### Il ponte attuale
Per far fronte alla crescita della circolazione esso fu distrutto per essere rimpiazzato da quello attuale nel 1860. Quello nuovo venne costruito dagli ingegneri Edmond-Jules Féline-Romany e Jules Savarin tra il mese di agosto del 1860 e quello di aprile del 1862, un po' più a monte della precedente opera. Questa volta esso attraversa perpendicolarmente la Senna su tutta la sua larghezza. Lungo in totale 100 metri e largo 15,20, il ponte Luigi Filippo fu inaugurato nell'aprile 1862. Articolato su tre campate, ognuno dei pilastri di 4 metri di larghezza posato sul letto del fiume è ornato di una corona di foglie in pietra che contorna un rosone metallico.
L'unica modifica subita da allora (al contrario del suo contemporaneo, ponte di Bercy), consistette nella sostituzione del parapetto, molto deteriorato dalle intemperie, nel 1995.

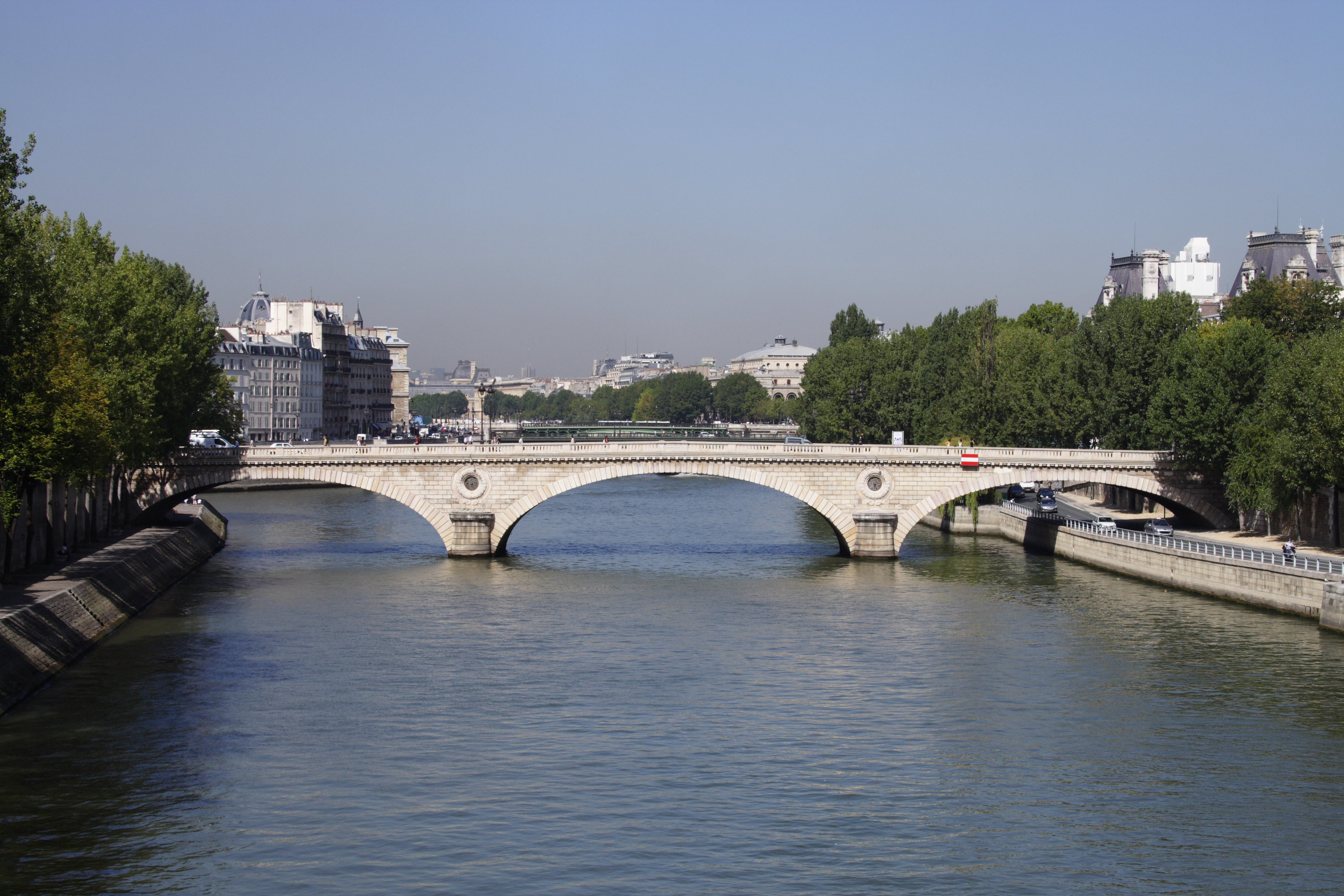
Il ponte visto da monte (2006)
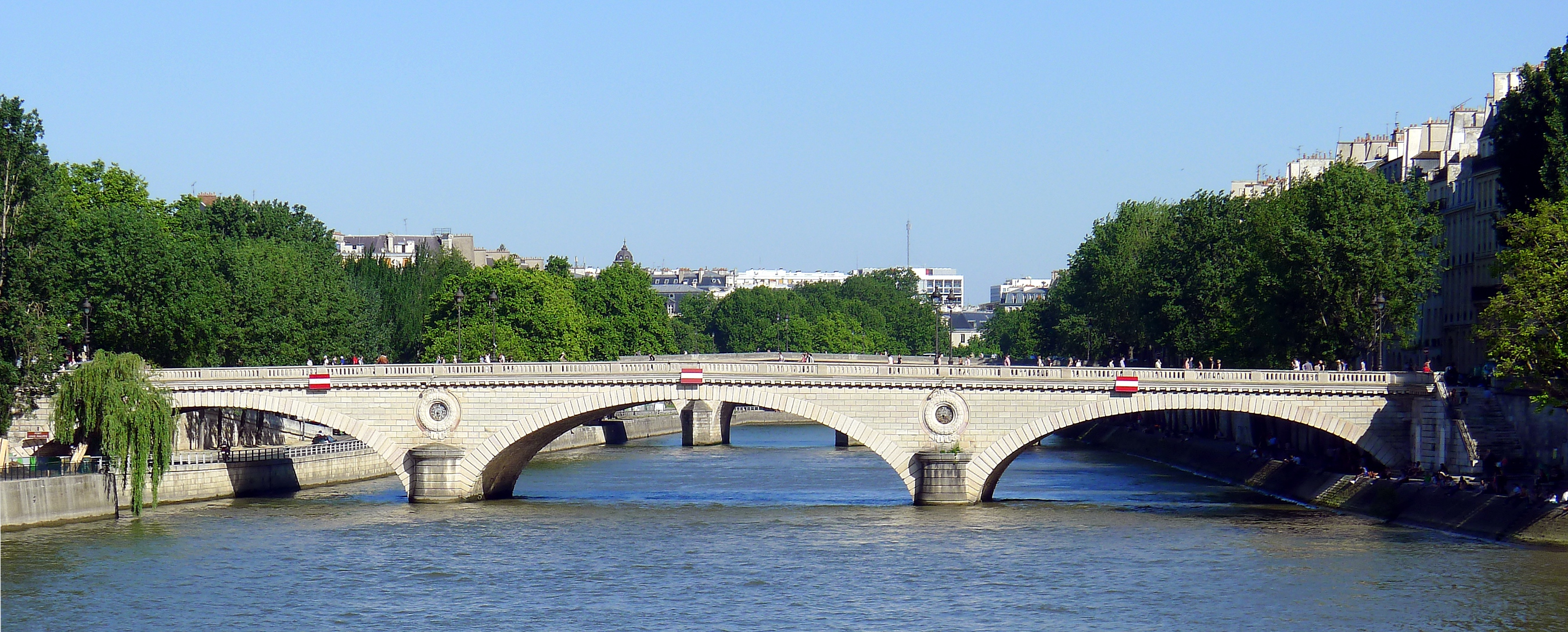
Il ponte visto da valle (2012)

## Trasporti
Il ponte è servito dalla stazione del Métro di Pont Marie.